# Repêchage d'entrée dans la LNH 1990
1989 1991
Le repêchage d'entrée dans la Ligue nationale de hockey 1990 a eu lieu le 16 juin au BC Place de Vancouver en  Colombie-Britannique au Canada.
Quelque temps après le repêchage classique, un autre repêchage supplémentaire eut lieu afin de permettre aux franchises de la LNH de choisir des jeunes joueurs de hockey qui ne pouvaient pas participer au repêchage classique.

## Sélections par tour[1],[2],[3]
Les sigles suivants seront utilisés dans les tableaux pour parler des ligues mineures:
- OHL : Ligue de hockey de l'Ontario.
- LHJMQ : Ligue de hockey junior majeur du Québec.
- NCAA : National Collegiate Athletic Association
- WHL : Ligue de hockey de l'Ouest
- WHA : Association mondiale de hockey
- 1. liga : Championnat de Tchécoslovaquie de hockey sur glace
- SM-liiga : Championnat de Finlande de hockey sur glace
- Elitserien : Championnat de Suède de hockey sur glace
- Superliga : Championnat de Russie de hockey sur glace
- DEL : Deutsche Eishockey-Liga, championnat d'Allemagne de hockey sur glace

### 1ertour
| Rang | Joueur           | Nationalité     | Équipe LNH               | Repêché de                        |
| ---- | ---------------- | --------------- | ------------------------ | --------------------------------- |
| 1    | Owen Nolan       | Canada          | Nordiques de Québec      | Royals de Cornwall (OHL)          |
| 2    | Petr Nedvěd      | Tchécoslovaquie | Canucks de Vancouver     | Thunderbirds de Seattle (WHL)     |
| 3    | Keith Primeau    | Canada          | Red Wings de Détroit     | Otters d'Érié (OHL)               |
| 4    | Mike Ricci       | Canada          | Flyers de Philadelphie   | Petes de Peterborough (OHL)       |
| 5    | Jaromír Jágr     | Tchécoslovaquie | Penguins de Pittsburgh   | HC Kladno (1. liga)               |
| 6    | Scott Scissons   | Canada          | Islanders de New York    | Blades de Saskatoon (WHL)         |
| 7    | Darryl Sydor     | Canada          | Kings de Los Angeles     | Blazers de Kamloops (WHL)         |
| 8    | Derian Hatcher   | États-Unis      | North Stars du Minnesota | North Bay Centennials (OHL)       |
| 9    | John Slaney      | Canada          | Capitals de Washington   | Royals de Cornwall (OHL)          |
| 10   | Drake Berehowsky | Canada          | Maple Leafs de Toronto   | Frontenacs de Kingston (OHL)      |
| 11   | Trevor Kidd      | Canada          | Flames de Calgary        | Wheat Kings de Brandon (WHL)      |
| 12   | Turner Stevenson | Canada          | Canadiens de Montréal    | Thunderbirds de Seattle (WHL)     |
| 13   | Michael Stewart  | Canada          | Rangers de New York      | Spartans de Michigan State (CCHA) |
| 14   | Brad May         | Canada          | Sabres de Buffalo        | Otters d'Érié (OHL)               |
| 15   | Mark Greig       | Canada          | Whalers de Hartford      | Hurricanes de Lethbridge (WHL)    |
| 16   | Karl Dykhuis     | Canada          | Blackhawks de Chicago    | Olympiques de Hull (LHJMQ)        |
| 17   | Scott Allison    | Canada          | Oilers d'Edmonton        | Raiders de Prince Albert (WHL)    |
| 18   | Shawn Antoski    | Canada          | Canucks de Vancouver     | North Bay Centennials (OHL)       |
| 19   | Keith Tkachuk    | États-Unis      | Jets de Winnipeg         | Malden Catholic H.S. (Mass.)      |
| 20   | Martin Brodeur   | Canada          | Devils du New Jersey     | Laser de Saint-Hyacinthe (LHJMQ)  |
| 21   | Bryan Smolinski  | États-Unis      | Bruins de Boston         | Spartans de Michigan State (CCHA) |

### 2etour
| Rang | Joueur            | Nationalité     | Équipe LNH             | Repêché de                           |
| ---- | ----------------- | --------------- | ---------------------- | ------------------------------------ |
| 22   | Ryan Hughes       | Canada          | Nordiques de Québec    | Big Red de Cornell (ECAC)            |
| 23   | Jiří Šlégr        | Tchécoslovaquie | Canucks de Vancouver   | HC Chemopetrol (Extraliga)           |
| 24   | David Harlock     | États-Unis      | Devils du New Jersey   | Wolverines du Michigan (CCHA)        |
| 25   | Chris Simon       | Canada          | Flyers de Philadelphie | 67 d'Ottawa (OHL)                    |
| 26   | Nicolas Perreault | Canada          | Flames de Calgary      | Hawkesbury (COJHL)                   |
| 27   | Chris Taylor      | Canada          | Islanders de New York  | Knights de London (OHL)              |
| 28   | Brandy Semchuk    | Canada          | Kings de Los Angeles   | Équipe nationale du Canada (Intl)    |
| 29   | Chris Gotziaman   | États-Unis      | Devils du New Jersey   | Roseau H.S. (Minn.)                  |
| 30   | Rod Pasma         | Canada          | Capitals de Washington | Royals de Cornwall (OHL)             |
| 31   | Félix Potvin      | Canada          | Maple Leafs de Toronto | Saguenéens de Chicoutimi (LHJMQ)     |
| 32   | Vesa Viitakoski   | Finlande        | Flames de Calgary      | SaiPa Lappeenranta (SM-liiga)        |
| 33   | Craig Johnson     | États-Unis      | Blues de Saint Louis   | Hill-Murray H.S. (Minn.)             |
| 34   | Doug Weight       | États-Unis      | Rangers de New York    | Lakers de Lake Superior State (CCHA) |
| 35   | Mike Muller       | États-Unis      | Jets de Winnipeg       | Wayzata H.S. (Minn.)                 |
| 36   | Geoff Sanderson   | Canada          | Whalers de Hartford    | Broncos de Swift Current (WHL)       |
| 37   | Ivan Droppa       | Tchécoslovaquie | Blackhawks de Chicago  | MHk 32 Liptovský Mikuláš (Slov.)     |
| 38   | Alexander Legault | Canada          | Oilers d'Edmonton      | Terriers de Boston (HE)              |
| 39   | Ryan Kuwabara     | Canada          | Canadiens de Montréal  | 67 d'Ottawa (OHL)                    |
| 40   | Mikael Renberg    | Suède           | Flyers de Philadelphie | Pitea (Elitserien)                   |
| 41   | Étienne Belzile   | Canada          | Flames de Calgary      | Big Red de Cornell (ECAC)            |
| 42   | Terran Sandwith   | Canada          | Flyers de Philadelphie | Americans de Tri-City (WHL)          |

### 3etour
| Rang | Joueur             | Nationalité      | Équipe LNH               | Repêché de                            |
| ---- | ------------------ | ---------------- | ------------------------ | ------------------------------------- |
| 43   | Brad Zavisha       | Canada           | Nordiques de Québec      | Thunderbirds de Seattle (WHL)         |
| 44   | Kimbi Daniels      | Canada           | Flyers de Philadelphie   | Broncos de Swift Current (WHL)        |
| 45   | Viatcheslav Kozlov | Union soviétique | Red Wings de Détroit     | Khimik Voskressensk (USSR)            |
| 46   | Bill Armstrong     | Canada           | Flyers de Philadelphie   | Generals d'Oshawa (OHL)               |
| 47   | Chris Therien      | Canada           | Flyers de Philadelphie   | 67 d'Ottawa (OHL)                     |
| 48   | Dan Plante         | États-Unis       | Islanders de New York    | Edina H.S. (Minn.)                    |
| 49   | Bob Berg           | Canada           | Kings de Los Angeles     | Bulls de Belleville (OHL)             |
| 50   | Laurie Billeck     | Canada           | North Stars du Minnesota | Raiders de Prince Albert (WHL)        |
| 51   | Chris Longo        | Canada           | Capitals de Washington   | Petes de Peterborough (OHL)           |
| 52   | Al Kinisky         | Canada           | Flyers de Philadelphie   | Thunderbirds de Seattle (WHL)         |
| 53   | Mike Dunham        | États-Unis       | Devils du New Jersey     | Canterbury H.S. (Conn.)               |
| 54   | Patrice Tardif     | Canada           | Blues de Saint Louis     | Équipe Jr.C de Champlain              |
| 55   | John Vary          | Canada           | Rangers de New York      | North Bay Centennials (OHL)           |
| 56   | Brad Bombardir     | Canada           | Devils du New Jersey     | Powell River (BCJHL)                  |
| 57   | Mike Lenarduzzi    | Canada           | Whalers de Hartford      | Greyhounds de Sault Ste. Marie (OHL)  |
| 58   | Charles Poulin     | Canada           | Canadiens de Montréal    | Laser de Saint-Hyacinthe (LHJMQ)      |
| 59   | Joe Crowley        | États-Unis       | Oilers d'Edmonton        | Académie Lawrence (Mass.)             |
| 60   | Robert Guillet     | Canada           | Canadiens de Montréal    | Collège Français de Longueuil (LHJMQ) |
| 61   | Joe Dziedzic       | États-Unis       | Penguins de Pittsburgh   | Edison H.S. (Minn.)                   |
| 62   | Glen Mears         | États-Unis       | Flames de Calgary        | Mustangs de Rochester (USHL)          |
| 63   | Cameron Stewart    | Canada           | Bruins de Boston         | Elmira (OHA)                          |

### 4etour
| Rang | Joueur            | Nationalité      | Équipe LNH               | Repêché de                         |
| ---- | ----------------- | ---------------- | ------------------------ | ---------------------------------- |
| 64   | Mike Bodnarchuk   | Canada           | Devils du New Jersey     | Frontenacs de Kingston (OHL)       |
| 65   | Darin Bader       | Canada           | Canucks de Vancouver     | Blades de Saskatoon (WHL)          |
| 66   | Stewart Malgunas  | Canada           | Red Wings de Détroit     | Thunderbirds de Seattle (WHL)      |
| 67   | Joel Blain        | Canada           | Oilers d'Edmonton        | Olympiques de Hull (LHJMQ)         |
| 68   | Chris Tamer       | États-Unis       | Penguins de Pittsburgh   | Wolverines du Michigan (NCAA)      |
| 69   | Jeff Nielsen      | États-Unis       | Rangers de New York      | Grand Rapids H.S. (Minn.)          |
| 70   | Cal McGowan       | Canada           | North Stars du Minnesota | Blazers de Kamloops (WHL)          |
| 71   | Frank Kovacs      | Canada           | North Stars du Minnesota | Pats de Regina (WHL)               |
| 72   | Randy Pearce      | Canada           | Capitals de Washington   | Rangers de Kitchener (OHL)         |
| 73   | Darby Hendrickson | États-Unis       | Maple Leafs de Toronto   | Richfield H.S. (Minn.)             |
| 74   | Roman Meluzín     | Tchécoslovaquie  | Jets de Winnipeg         | HC Zlín (1. liga)                  |
| 75   | Scott Levins      | États-Unis       | Jets de Winnipeg         | Americans de Tri-City (WHL)        |
| 76   | Rick Willis       | États-Unis       | Rangers de New York      | Pingree H.S. (Mass.)               |
| 77   | Alexei Zhamnov    | Union soviétique | Jets de Winnipeg         | Dynamo Moscou (Superliga)          |
| 78   | Chris Bright      | Canada           | Whalers de Hartford      | Warriors de Moose Jaw (WHL)        |
| 79   | Chris Tucker      | États-Unis       | Blackhawks de Chicago    | Bloomington Jefferson H.S. (Minn.) |
| 80   | Greg Walters      | Canada           | Maple Leafs de Toronto   | 67 d'Ottawa (OHL)                  |
| 81   | Gilbert Dionne    | Canada           | Canadiens de Montréal    | Rangers de Kitchener (OHL)         |
| 82   | Brian McCarthy    | États-Unis       | Sabres de Buffalo        | Pingree H.S. (Mass.)               |
| 83   | Paul Kruse        | Canada           | Flames de Calgary        | Blazers de Kamloops (WHL)          |
| 84   | Jerry Buckley     | États-Unis       | Bruins de Boston         | Northwood Prep (N.Y.)              |

### 5etour
| Rang | Joueur          | Nationalité      | Équipe LNH               | Repêché de                            |
| ---- | --------------- | ---------------- | ------------------------ | ------------------------------------- |
| 85   | Sergei Zubov    | Union soviétique | Rangers de New York      | CSKA Moscou (Superliga)               |
| 86   | Gino Odjick     | Canada           | Canucks de Vancouver     | Titan de Laval (LHJMQ)                |
| 87   | Tony Burns      | États-Unis       | Red Wings de Détroit     | Duluth-Denfeld H.S. (Minn.)           |
| 88   | Dan Kordic      | Canada           | Flyers de Philadelphie   | Tigers de Medicine Hat (WHL)          |
| 89   | Brian Farrell   | États-Unis       | Penguins de Pittsburgh   | Avon Old Farms H.S. (Conn.)           |
| 90   | Chris Marinucci | États-Unis       | Islanders de New York    | Grand Rapids H.S. (Minn.)             |
| 91   | David Goverde   | Canada           | Kings de Los Angeles     | Wolves de Sudbury (OHL)               |
| 92   | Enrico Ciccone  | Canada           | North Stars du Minnesota | Draveurs de Trois-Rivières (LHJMQ)    |
| 93   | Brian Sakic     | Canada           | Capitals de Washington   | Americans de Tri-City (WHL)           |
| 94   | Mark Ouimet     | Canada           | Capitals de Washington   | Wolverines du Michigan (NCAA)         |
| 95   | Dean Malkoc     | Canada           | Devils du New Jersey     | Blazers de Kamloops (WHL)             |
| 96   | Jason Ruff      | Canada           | Blues de Saint Louis     | Hurricanes de Lethbridge (WHL)        |
| 97   | Richard Šmehlík | Tchécoslovaquie  | Sabres de Buffalo        | HC Vítkovice (Extraliga)              |
| 98   | Craig Martin    | Canada           | Jets de Winnipeg         | Olympiques de Hull (LHJMQ)            |
| 99   | Lubos Rob       | Tchécoslovaquie  | Rangers de New York      | Ceske Budejovice (Extraliga)          |
| 100  | Todd Bojcun     | Canada           | Sabres de Buffalo        | Petes de Peterborough (OHL)           |
| 101  | Greg Louder     | États-Unis       | Oilers d'Edmonton        | Académie Cushing (Mass H.S.)          |
| 102  | Paul DiPietro   | Canada           | Canadiens de Montréal    | Wolves de Sudbury (OHL)               |
| 103  | Brad Pascall    | Canada           | Sabres de Buffalo        | Fighting Sioux de North Dakota (WCHA) |
| 104  | Petr Kuchyna    | Tchécoslovaquie  | Devils du New Jersey     | HC Dukla Jihlava (Extraliga)          |
| 105  | Michael Bales   | Canada           | Bruins de Boston         | Buckeyes d'Ohio State (CCHA)          |

### 6etour
| Rang | Joueur                | Nationalité      | Équipe LNH               | Repêché de                          |
| ---- | --------------------- | ---------------- | ------------------------ | ----------------------------------- |
| 106  | Jeff Parrott          | Canada           | Nordiques de Québec      | Bulldogs de Minnesota-Duluth (WCHA) |
| 107  | Ian Moran             | États-Unis       | Penguins de Pittsburgh   | Belmont Hill H.S. (Mass.)           |
| 108  | Claude Barthe         | Canada           | Red Wings de Détroit     | Tigres de Victoriaville (LHJMQ)     |
| 109  | Viatcheslav Boutsaïev | Union soviétique | Flyers de Philadelphie   | CSKA Moscou (Superliga)             |
| 110  | Denis Casey           | Canada           | Penguins de Pittsburgh   | Tigers de Colorado College (WCHA)   |
| 111  | Joni Lehto            | Finlande         | Islanders de New York    | 67 d'Ottawa (OHL)                   |
| 112  | Erik Andersson        | Suède            | Kings de Los Angeles     | Danderyd (Elitserien)               |
| 113  | Roman Turek           | Tchécoslovaquie  | North Stars du Minnesota | Písek (Extraliga)                   |
| 114  | Andrei Kovalev        | Union soviétique | Capitals de Washington   | Dynamo de Moscou (Superliga)        |
| 115  | Oleksandr Hodyniouk   | Union soviétique | Maple Leafs de Toronto   | HK Sokol Kiev (Superliga)           |
| 116  | Lubomir Kolnik        | Tchécoslovaquie  | Devils du New Jersey     | HC Dukla Trenčín (Extraliga)        |
| 117  | Kurt Miller           | États-Unis       | Blues de Saint Louis     | Mustangs de Rochester (USHL)        |
| 118  | Jason Weinrich        | États-Unis       | Rangers de New York      | Olympics de Springfield (NEJHL)     |
| 119  | Daniel Jardemyr       | Suède            | Jets de Winnipeg         | Uppsala (Elitserien)                |
| 120  | Cory Keenan           | Canada           | Whalers de Hartford      | Rangers de Kitchener (OHL)          |
| 121  | Brent Stickney        | États-Unis       | Blackhawks de Chicago    | St. Paul's H.S. (N.H.)              |
| 122  | Keijo Sailynoja       | Finlande         | Oilers d'Edmonton        | Jokerit Helsinki (SM-liiga)         |
| 123  | Craig Conroy          | États-Unis       | Canadiens de Montréal    | Northwood Prep (N.Y.)               |
| 124  | Derek Edgerly         | États-Unis       | Blackhawks de Chicago    | Stoneham [Mass. H.S.]               |
| 125  | Chris Tschupp         | États-Unis       | Flames de Calgary        | Trinity-Pawling H.S. (N.Y.)         |
| 126  | Mark Woolf            | Canada           | Bruins de Boston         | Chiefs de Spokane (WHL)             |

### 7etour
| Rang | Joueur          | Nationalité      | Équipe LNH               | Repêché de                          |
| ---- | --------------- | ---------------- | ------------------------ | ----------------------------------- |
| 127  | Dwayne Norris   | Canada           | Nordiques de Québec      | Spartans de Michigan State (CCHA)   |
| 128  | Daryl Filipek   | Canada           | Canucks de Vancouver     | Bulldogs de Ferris State (CCHA)     |
| 129  | Jason York      | Canada           | Red Wings de Détroit     | Rangers de Kitchener (OHL)          |
| 130  | Mika Valila     | Finlande         | Penguins de Pittsburgh   | Tampere (SM-liiga)                  |
| 131  | Ken Plaquin     | Canada           | Penguins de Pittsburgh   | Huskies de Michigan Tech (ECAC)     |
| 132  | Mike Guilbert   | États-Unis       | Islanders de New York    | Académie Governor Dummer (Mass.)    |
| 133  | Robert Lang     | Tchécoslovaquie  | Kings de Los Angeles     | HC Chemopetrol Litvinov (Extraliga) |
| 134  | Jeff Levy       | États-Unis       | North Stars du Minnesota | Mustangs de Rochester (USHL)        |
| 135  | Roman Kontsek   | Tchécoslovaquie  | Capitals de Washington   | Trencin (Slovak)                    |
| 136  | Éric Lacroix    | Canada           | Maple Leafs de Toronto   | Académe Governor Dummer (Mass.)     |
| 137  | Chris McAlpine  | États-Unis       | Devils du New Jersey     | Roseville H.S. (Minn.)              |
| 138  | Wayne Conlan    | États-Unis       | Blues de Saint Louis     | Trinity-Pawling H.S. (N.Y.)         |
| 139  | Bryan Lonsinger | États-Unis       | Rangers de New York      | Académie Choate (Conn.)             |
| 140  | John Lilley     | États-Unis       | Jets de Winnipeg         | Académie Cushing [Mass H.S.]        |
| 141  | Jerguš Bača     | Tchécoslovaquie  | Whalers de Hartford      | TJ VSŽ Košice (Tch.)                |
| 142  | Viktor Gordiouk | Union soviétique | Sabres de Buffalo        | Krylia Sovetov (Superliga)          |
| 143  | Mike Power      | Canada           | Oilers d'Edmonton        | Broncos de Western Michigan (CCHA)  |
| 144  | Stephen Rohr    | États-Unis       | Canadiens de Montréal    | Académie militaire Culver (Ind.)    |
| 145  | Patrick Neaton  | États-Unis       | Penguins de Pittsburgh   | Wolverines du Michigan (NCAA)       |
| 146  | Dmitri Frolov   | Union soviétique | Flames de Calgary        | Dynamo moscou (Superliga)           |
| 147  | James Mackey    | États-Unis       | Bruins de Boston         | Académie Hotchkiss (Conn.)          |

### 8etour
| Rang | Joueur               | Nationalité        | Équipe LNH               | Repêché de                               |
| ---- | -------------------- | ------------------ | ------------------------ | ---------------------------------------- |
| 148  | Andreï Kovalenko     | Union soviétique   | Nordiques de Québec      | HK CSKA Moscou (Superliga)               |
| 149  | Paul O'Hagan         | Canada Royaume-Uni | Canucks de Vancouver     | Generals d'Oshawa (OHL)                  |
| 150  | Wes McCauley         | Canada             | Red Wings de Détroit     | Spartans de Michigan State (CCHA)        |
| 151  | Patrik Englund       | Suède              | Flyers de Philadelphie   | Solna (SEL)                              |
| 152  | Petteri Koskimaki    | Finlande           | Penguins de Pittsburgh   | Terriers de Boston (HE)                  |
| 153  | Sylvain Fleury       | Canada             | Islanders de New York    | Le College Français de Longueuil (LHJMQ) |
| 154  | Dean Hulett          | États-Unis         | Kings de Los Angeles     | Lakers de Lake Superior State (CCHA)     |
| 155  | Doug Barrault        | Canada             | North Stars du Minnesota | Hurricanes de Lethbridge (WHL)           |
| 156  | Peter Bondra         | Tchécoslovaquie    | Capitals de Washington   | Kosice (Czech.)                          |
| 157  | Dan Stiver           | Canada             | Maple Leafs de Toronto   | Wolverines du Michigan (CCHA)            |
| 158  | Aleksandr Karpovtsev | Union soviétique   | Nordiques de Québec      | HK Dinamo Moscou (Superliga)             |
| 159  | Steve Martell        | Canada             | Capitals de Washington   | Knights de London (OHL)                  |
| 160  | Todd Hedlund         | États-Unis         | Rangers de New York      | Roseau H.S. (Minn.)                      |
| 161  | Henrik Andersson     | Suède              | Jets de Winnipeg         | Vasteras (SEL)                           |
| 162  | Martin D'Orsonnens   | Canada             | Whalers de Hartford      | Golden Knights de Clarkson (ECAC)        |
| 163  | Hugo Belanger        | Canada             | Blackhawks de Chicago    | Golden Knights de Clarkson (ECAC)        |
| 164  | Roman Mejzlik        | Tchécoslovaquie    | Oilers d'Edmonton        | Dukla Jihlava (Extraliga)                |
| 165  | Brent Fleetwood      | Canada             | Canadiens de Montréal    | Winter Hawks de Portland (WHL)           |
| 166  | Milan Nedoma         | Tchécoslovaquie    | Sabres de Buffalo        | Brno ZKL (Extraliga)                     |
| 167  | Shawn Murray         | États-Unis         | Flames de Calgary        | Hill-Murray H.S. (Minn.)                 |
| 168  | John Gruden          | États-Unis         | Bruins de Boston         | Black Hawks de Waterloo (USHL)           |

### 9etour
| Rang | Joueur           | Nationalité     | Équipe LNH               | Repêché de                          |
| ---- | ---------------- | --------------- | ------------------------ | ----------------------------------- |
| 169  | Pat Mazzoli      | Canada          | Nordiques de Québec      | Humboldt (SJHL)                     |
| 170  | Mark Cipriano    | Canada          | Canucks de Vancouver     | Cougars de Victoria (WHL)           |
| 171  | Tony Gruba       | États-Unis      | Red Wings de Détroit     | Hill-Murray H.S. (Minn.)            |
| 172  | Toni Porkka      | Finlande        | Flyers de Philadelphie   | Lukko Rauma (SM-liiga)              |
| 173  | Ladislav Karabin | Tchécoslovaquie | Penguins de Pittsburgh   | Bratislava Slovan Harvard (Slovak)  |
| 174  | John Joyce       | États-Unis      | Islanders de New York    | Avon Old Farms H.S. (Conn.)         |
| 175  | Dennis LeBlanc   | Canada          | Kings de Los Angeles     | Laser de Saint-Hyacinthe (LHJMQ)    |
| 176  | Joe Biondi       | États-Unis      | North Stars du Minnesota | Bulldogs de Minnesota-Duluth (WCHA) |
| 177  | Ken Klee         | États-Unis      | Capitals de Washington   | Falcons de Bowling Green (CCHA)     |
| 178  | Robert Horyna    | Tchécoslovaquie | Maple Leafs de Toronto   | Dukla Jihlava (Extraliga)           |
| 179  | Jaroslav Modry   | Tchécoslovaquie | Devils du New Jersey     | Ceske Budejovice HC (Extraliga)     |
| 180  | Parris Duffus    | États-Unis      | Blues de Saint Louis     | Melfort (SJHL)                      |
| 181  | Andy Silverman   | États-Unis      | Rangers de New York      | Beverly H.S. (Mass.)                |
| 182  | Rauli Raitanen   | Finlande        | Jets de Winnipeg         | Ässät Pori (SM-liiga)               |
| 183  | Corey Osmak      | États-Unis      | Whalers de Hartford      | Nipawin (SJHL)                      |
| 184  | Owen Lessard     | Canada          | Blackhawks de Chicago    | Attack d'Owen Sound                 |
| 185  | Richard Zemlicka | Tchécoslovaquie | Oilers d'Edmonton        | HC Sparta Prague (Extraliga)        |
| 186  | Derek Maguire    | États-Unis      | Canadiens de Montréal    | Delbarton H.S. (N.J.)               |
| 187  | Jason Winch      | Canada          | Sabres de Buffalo        | Otters d'Érié (OHL)                 |
| 188  | Michael Murray   | États-Unis      | Flames de Calgary        | Académie Cushing [Mass H.S.]        |
| 189  | Darren Wetherill | Canada          | Bruins de Boston         | Minot (SJHL)                        |

### 10etour
| Rang | Joueur          | Nationalité          | Équipe LNH               | Repêché de                       |
| ---- | --------------- | -------------------- | ------------------------ | -------------------------------- |
| 190  | Scott Davis     | Canada               | Nordiques de Québec      | Université du Manitoba (CIAU)    |
| 191  | Troy Neumeier   | Canada               | Canucks de Vancouver     | Raiders de Prince Albert (WHL)   |
| 192  | Travis Tucker   | États-Unis           | Red Wings de Détroit     | Avon Old Farms H.S. (Conn.)      |
| 193  | Greg Hanson     | États-Unis           | Flyers de Philadelphie   | Bloomington Kennedy H.S (Minn.)  |
| 194  | Tim Fingerhut   | États-Unis           | Penguins de Pittsburgh   | Canterbury H.S. (Conn.)          |
| 195  | R.J. Enga       | Allemagne de l'Ouest | Islanders de New York    | Académie militaire Culver (Ind.) |
| 196  | Patric Ross     | Suède                | Kings de Los Angeles     | HV 71 Jonkoping (SEL)            |
| 197  | Troy Binnie     | Canada               | North Stars du Minnesota | 67 d'Ottawa (OHL)                |
| 198  | Mike Boback     | États-Unis           | Capitals de Washington   | Friars de Providence (HE)        |
| 199  | Bob Chebator    | États-Unis           | Maple Leafs de Toronto   | Arlington H.S. (Mass.)           |
| 200  | Corey Schwab    | Canada               | Devils du New Jersey     | Thunderbirds de Seattle (WHL)    |
| 201  | Steve Widmeyer  | Canada               | Blues de Saint Louis     | Black Bears du Maine (HE)        |
| 202  | Jon Hillebrandt | États-Unis           | Rangers de New York      | Monona Grove H.S. (N.Y.)         |
| 203  | Mika Alatalo    | Finlande             | Jets de Winnipeg         | KooKoo Kouvola (SM-liiga)        |
| 204  | Espen Knutsen   | Norvège              | Whalers de Hartford      | Valerenga Oslo (Norway)          |
| 205  | Erik Peterson   | États-Unis           | Blackhawks de Chicago    | Brockton H.S. (Mass.)            |
| 206  | Petr Korinek    | Tchécoslovaquie      | Oilers d'Edmonton        | Skoda Plzen (Czech.)             |
| 207  | Mark Kettelhut  | Tchécoslovaquie      | Canadiens de Montréal    | Duluth East H.S. (Minn.)         |
| 208  | Sylvain Naud    | Canada               | Sabres de Buffalo        | Titan de Laval (LHJMQ)           |
| 209  | Rob Sumner      | Canada               | Flames de Calgary        | Cougars de Victoria (LHOu)       |
| 210  | Dean Capuano    | États-Unis           | Bruins de Boston         | Mount St. Charles H.S. (R.I.)    |

### 11etour
| Rang | Joueur             | Nationalité      | Équipe LNH               | Repêché de                        |
| ---- | ------------------ | ---------------- | ------------------------ | --------------------------------- |
| 211  | Mika Strömberg     | Finlande         | Nordiques de Québec      | Jokerit Helsinki (SM-liiga)       |
| 212  | Tyler Ertel        | Canada           | Canucks de Vancouver     | Centennials de North Bay (OHL)    |
| 213  | Brett Larson       | États-Unis       | Red Wings de Détroit     | Duluth Denfeld H.S. (Minn.)       |
| 214  | Tommy Söderström   | Suède            | Flyers de Philadelphie   | Djurgardens IF Stockholm (SEL)    |
| 215  | Michael Thompson   | Canada           | Penguins de Pittsburgh   | Spartans de Michigan State (CCHA) |
| 216  | Martin Lacroix     | Canada           | Islanders de New York    | Saints de St. Lawrence (ECAC)     |
| 217  | Kevin White        | Canada           | Kings de Los Angeles     | Spitfires de Windsor (OHL)        |
| 218  | Ole Dahlström      | Norvège          | North Stars du Minnesota | Furuset (Norvège)                 |
| 219  | Alan Brown         | États-Unis       | Capitals de Washington   | Raiders de Colgate (ECAC)         |
| 220  | Scott Malone       | États-Unis       | Maple Leafs de Toronto   | Northfield-Mt. Hermon (Mass H.S.) |
| 221  | Valeri Zelepoukine | Union soviétique | Devils du New Jersey     | Khimik Voskressensk (USSR)        |
| 222  | Joe Hawley         | Canada           | Blues de Saint Louis     | Petes de Peterborough (OHL)       |
| 223  | Brett Lievers      | États-Unis       | Rangers de New York      | Wayzata H.S. (Minn.)              |
| 224  | Sergueï Selianine  | Union soviétique | Jets de Winnipeg         | Khimik Voskressensk (USSR)        |
| 225  | Tommie Eriksen     | Canada           | Whalers de Hartford      | Raiders de Prince Albert (WHL)    |
| 226  | Steve Dubinsky     | Canada           | Blackhawks de Chicago    | Golden Knights de Clarkson (ECAC) |
| 228  | John Uniac         | Canada           | Canadiens de Montréal    | Rangers de Kitchener (OHL)        |
| 229  | Ken Martin         | États-Unis       | Sabres de Buffalo        | Belmont Hill H.S. (Mass.)         |
| 231  | Andy Bezeau        | Canada           | Bruins de Boston         | Otters d'Érié (OHL)               |

### 12etour
| Rang | Joueur             | Nationalité      | Équipe LNH               | Repêché de                          |
| ---- | ------------------ | ---------------- | ------------------------ | ----------------------------------- |
| 232  | Wade Klippenstein  | Canada           | Nordiques de Québec      | Seawolve d'Alaska-Fairbanks (NCAA)  |
| 233  | Karri Kivi         | Finlande         | Canucks de Vancouver     | Ilves Tampere (SM-liiga)            |
| 234  | John Hendry        | Canada           | Red Wings de Détroit     | Lakers de Lake Superior (CCHA)      |
| 235  | Billy Lund         | États-Unis       | Flyers de Philadelphie   | Roseau H.S. (Minn.)                 |
| 236  | Brian Bruininks    | États-Unis       | Penguins de Pittsburgh   | Tigers de Colorado College (WCHA)   |
| 237  | Andrew Shier       | États-Unis       | Islanders de New York    | Detroit (USHL)                      |
| 238  | Troy Mohns         | Canada           | Kings de Los Angeles     | Raiders de Colgate (ECAC)           |
| 239  | J.P. McKersie      | États-Unis       | North Stars du Minnesota | Madison West H.S. (Wisc.)           |
| 240  | Todd Hlushko       | Canada           | Capitals de Washington   | Knights de London (OHL)             |
| 241  | Nicholas Vachon    | Canada           | Maple Leafs de Toronto   | Académie Governor Dummer (Mass.)    |
| 242  | Todd Reirden       | États-Unis       | Devils du New Jersey     | Académie Tabor (Mass.)              |
| 243  | Joe Fleming (en)   | États-Unis       | Blues de Saint Louis     | Xaverian H.S. (Mass.)               |
| 244  | Sergueï Nemtchinov | Union soviétique | Rangers de New York      | Krylia Sovetov (Superliga)          |
| 245  | Keith Morris       | Canada           | Jets de Winnipeg         | Seawolves d'Alaska-Anchorage (NCAA) |
| 246  | Denis Chalifoux    | Canada           | Whalers de Hartford      | Titan de Laval (LHJMQ)              |
| 247  | Dino Grossi        | Canada           | Blackhawks de Chicago    | Huskies de Northeastern (HE)        |
| 248  | Sami Nuutinen      | Finlande         | Oilers d'Edmonton        | Kiekko-Espoo (SM-liiga)             |
| 249  | Sergueï Martiniouk | Union soviétique | Canadiens de Montréal    | Torpedo Iaroslavl (Superliga)       |
| 250  | Brad Rubachuk      | Canada           | Sabres de Buffalo        | Hurricanes de Lethbridge (WHL)      |
| 251  | Leo Gudas          | Tchécoslovaquie  | Flames de Calgary        | HC Sparta Praha (Extraliga)         |
| 252  | Ted Miskolczi      | Canada           | Bruins de Boston         | Bulls de Belleville (OHL)           |

### Repêchage supplémentaire
| Rang | Joueur            | Nationalité | Équipe LNH               | Repêché de                            |
| ---- | ----------------- | ----------- | ------------------------ | ------------------------------------- |
| 1    | Mike McKee        | Canada      | Nordiques de Québec      | Tigers de Princeton (ECAC)            |
| 2    | Paul Dukovac      | Canada      | Canucks de Vancouver     | Big Red de Cornell (ECAC)             |
| 3    | Mike Casselman    | Canada      | Red Wings de Détroit     | Raider de Clarkson (ECAC)             |
| 4    | Steve Beadle      | États-Unis  | Flyers de Philadelphie   | Spartans de Michigan State (CCHA)     |
| 5    | Joe Dragon        | Canada      | Penguins de Pittsburgh   | Big Red de Cornell (ECAC)             |
| 6    | Norm Krumpschmid  | Canada      | Canucks de Vancouver     | Bulldogs de Ferris State (CCHA)       |
| 7    | Donny Oliver      | Canada      | Red Wings de Détroit     | Buckeyes d'Ohio State (CCHA)          |
| 8    | Ray Letourneau    | États-Unis  | Flyers de Philadelphie   | Bulldogs de Yale (ECAC)               |
| 9    | Savo Mitrovic     | Yougoslavie | Penguins de Pittsburgh   | Wildcats du New Hampshire (HE)        |
| 10   | Brandon Reed      | États-Unis  | islanders de New York    | Lakers de Lake Superior State (CCHA)  |
| 11   | Peter Sentner     | Canada      | Kings de Los Angeles     | River Hawks d'UMass-Lowell (HE)       |
| 12   | Rod Houk          | Canada      | North Stars du Minnesota | Université de Regina (CIAU)           |
| 13   | Martin Jiranek    | Canada      | Capitals de Washington   | Falcons de Bowling Green (CCHA)       |
| 14   | Martin Robitaille | Canada      | Maple Leafs de Toronto   | Black Bears du Maine (HE)             |
| 15   | Mike Haviland     | États-Unis  | Devils du New Jersey     | College d'Elmira (NCAA)               |
| 16   | Geoff Sarjeant    | Canada      | Blues de Saint Louis     | Huskies de Michigan Tech (ECAC)       |
| 17   | Mike Gilmore      | États-Unis  | Rangers de New York      | Spartans de Michigan State (CCHA)     |
| 18   | Mark Richards     | États-Unis  | Jets de Winnipeg         | River Hawks de Lowell (HE)            |
| 19   | Jim Crozier       | États-Unis  | Whalers de Hartford      | Big Red de Cornell (ECAC)             |
| 20   | Claude Maillet    | Canada      | Blackhawks de Chicago    | Warriors de Merrimack (HE)            |
| 21   | Sandy Galuppo     | États-Unis  | Oilers d'Edmonton        | Eagles de Boston College (HE)         |
| 22   | Bruce Coles       | Canada      | Canadiens de Montréal    | Engineers de Renselaer (ECAC)         |
| 23   | Shane McFarlane   | États-Unis  | Sabres de Buffalo        | Fighting Sioux de North Dakota (WCHA) |
| 24   | Lyle Wildgoose    | Canada      | Flames de Calgary        | Friars de Providence (HE)             |
| 25   | Howie Rosenblatt  | États-Unis  | Bruins de Boston         | Warriors de Merrimack (HE)            |